# Melomys talaudium
Melomys talaudium is een knaagdier uit het geslacht Melomys dat voorkomt op Karakelong in de Talaud-eilanden, ten noordoosten van Sulawesi. Deze soort behoort tot dezelfde groep binnen Melomys als de andere soort uit de Talaud-eilanden, M. caurinus, M. fulgens uit Seram, M. leucogaster uit Nieuw-Guinea en M. arcium uit Rossel; deze vijf soorten werden vroeger als één soort gezien. M. talaudium leeft waarschijnlijk in bomen.
Hoewel hij erg lijkt op M. caurinus, heeft hij een langere staart en een rodere rug. Hij wordt zo'n 175 mm lang, met een staart van 150 tot 183 mm en een oor van 13 tot 16 mm. Deze cijfers zijn echter gebaseerd op slechts twee exemplaren.